# 埃文斯 (纽约州)
埃文斯（英語：Evans）是位于美国纽约州伊利县的一个镇，地处伊利县西南部、布法罗以南，伊利湖沿岸。2010年美国人口普查时，该镇有16356人。埃文斯镇于1821年从埃登镇分出，其名称源于荷兰土地公司的经纪人戴维·埃文斯（David E. Evans）。